# Richárd Kovács
Richárd Kovács (* 9. November 1997 in Nyíregyháza, Komitat Szabolcs-Szatmár-Bereg) ist ein ungarischer Boxer.

## Karriere
Richárd Kovács wurde bisher 2017, 2019, 2020, 2021 und 2022 Ungarischer Meister im Halbweltergewicht. Durch das Erreichen des Viertelfinales bei der Europameisterschaft 2017, wo er gegen Howhannes Batschkow ausgeschieden war, qualifizierte er sich für die Weltmeisterschaft 2017, wo er im Achtelfinale gegen Baatarsükhiin Chinzorig unterlag.
Bei der Weltmeisterschaft 2021 verlor er im Achtelfinale gegen Kerem Özmen, gewann jedoch eine Bronzemedaille bei der Europameisterschaft 2022 in Jerewan, nachdem er im Halbfinale erneut gegen Howhannes Batschkow unterlegen war.
Bei der Weltmeisterschaft 2023 unterlag er in der zweiten Vorrunde Lounès Hamraoui, gewann jedoch eine Bronzemedaille bei den Europaspielen 2023 in Krakau; nach Siegen gegen Andriejus Lavrenovas, Narek Howhannisjan und Aleksej Sendrik, war er im Halbfinale gegen Lasha Guruli ausgeschieden. Eine weitere Bronzemedaille gewann er bei der Europameisterschaft 2024 in Belgrad. Bei den Olympischen Sommerspielen 2024 in Paris unterlag er im Viertelfinale gegen Sofiane Oumiha.